# Ladislav Slovák
Ladislav Slovák (Veľké Leváre, 10 settembre 1919 – Bratislava, 22 luglio 1999) è stato un direttore d'orchestra slovacco, eccellente interprete delle opere dei compositori slovacchi, ma anche delle sinfonie di Šostakovič e di Prokof'ev. Dal 1961 al 1981 diresse l'Orchestra Filarmonica Slovacca.  

## Biografia
Nel 1942 terminò gli studi d'organo al Conservatorio di Bratislava. Quattro anni più tardi completò lo studio della direzione d'orchestra sotto la guida di Kornel Schimpel. Successivamente frequentò l'Alta scuola di arti musicali sotto la guida di Václav Talich. Dopo aver terminato gli studi, nel 1953 partì per un soggiorno di studio a Leningrado, in cui collaborò con l'Orchestra filarmonica di Leningrado diretta da Evgenij Mravinskij.
Al suo ritorno fu primo direttore dell'Orchestra Sinfonica della Radio Cecoslovacca. Dal 1961 al 1981 diresse l'Orchestra Filarmonica Slovacca. Fra le sue incisioni più notevoli, c'è la collezione completa delle 15 sinfonie di Šostakovič, edita da Naxos. Slovák incontrò Šostakovič di persona durante il suo soggiorno a Leningrado.
Ebbe dalla prima moglie i figli Kamila Magálová e Marián Slovák, entrambi attori famosi, e dalla seconda moglie il figlio Peter.

## Riconoscimenti
Nel 1967 fu laureato al Premio di stato Klement Gottwald. Nel 1977 lo Stato gli conferì il titolo di Artista nazionale.